# Prosjek (Prnjavor)
Prosjek (szerbül: Просјек), település Bosznia-Hercegovinában, a Bosanska Krajina és a Bosanska Posavina közötti átmeneti területen, Prnjavor község területén, a Szerb Köztársaságban. 

## Fekvése
Bosznia-Hercegovina északi részén, Banja Lukától légvonalban 24, közúton 34 km-re kelet-északkeletre, községközpontjától légvonalban 17, közúton 36 km-re nyugatra, a Prosječka és a Sobanjska-folyók völgyében, 150-260 méteres tengerszint feletti magasságban található.

## Népessége
| Nemzetiségi csoport | Népesség 1991 | Népesség 2013 |
| ------------------- | ------------- | ------------- |
| Szerb               | 423           | 294           |
| Bosnyák             | 0             | 0             |
| Horvát              | 1             | 2             |
| Jugoszláv           | 27            | 0             |
| Egyéb               | 25            | 15            |
| Összesen            | 476           | 311           |

## Története
A település 1878-ig tartozott az Oszmán Birodalomhoz, ekkor a berlini kongresszus határozata alapján az Osztrák-Magyar Monarchia része lett. 1879-ben az első osztrák-magyar népszámlálás során a Prnjavori járáshoz tartozó településnek 29 háztartása és 337 muszlim lakosa volt. 1910-ben a Prnjavori járáshoz tartozó településen 62 háztartást, 420 ortodox és 9 római katolikus lakost találtak. A monarchia szétesésével 1918-ban előbb a Szerb-Horvát-Szlovén Királyság, majd 1929-től a Jugoszláv Királyság része. 1921-ben a községnek 105 háztartása és 599 lakosa volt. Az 1929-es törvény értelmében, amikor Bosznia-Hercegovinát négy banovinára, Drinskára, Vrbaskára, Zetskára és Primorskára osztották, a település a Vrbaska banovina része lett, amelynek székhelye Banja Luka volt Jugoszlávia megszállása után a Független Horvát Állam (NDH) része lett. A második világháború után a település a szocialista Jugoszláviához tartozott. A daytoni békeszerződést követő területfelosztásnál a település Prnjavor község részeként a Szerb Köztársaság területéhez került. 

## Nevezetességei
Szent Prokopiosz tiszteletére szentelt ortodox temploma a falu északi szélén, a temető mellett található. A potoćani plébániához tartozik.